# Nissedal
Nissedal là một đô thị của hạtTelemark, Na Uy.
Nissedal đã được lập thành một đô thị ngày 1 tháng 1 năm 1838 (xem:formannskapsdistrikt).

## Tên gọi
Dạng tên trong tiếng Na Uy Cổ làNizidalr. Tiếp đầu ngữ là tên hồ Nizir (nay là Nisser), tiếp vĩ ngữ là dalr có nghĩa là 'thung lũng'.

## Huy hiệu
Huy hiệu được sử dụng thập kỷ trước(1992). 